# Pedro Pires
Pedro Verona Rodrigues Pires (IPA: [ˈpedɾu vɨˈɾonɐ ʁuˈdɾiɡɨʃ ˈpiɾɨʃ]) (São Filipe, 29 april 1934) was president van Kaapverdië gedurende twee termijnen van maart 2001 tot 9 september 2011 en was premier van Kaapverdië van 1975 tot 1991.
Na het besluit van de PAICV om een democratie met meerdere partijen in te voeren in februari 1990, heeft Pires de toenmalige president, Aristides Pereira, vervangen als secretaris-generaal van de PAICV in augustus 1990. De PAICV verloor bij de verkiezingen van 1991 zowel de parlementaire als presidentiële verkiezingen en kwam als gevolg daarvan in de oppositie. Bij een partijcongres in augustus 1993 werd Pires vervangen als secretaris-generaal door Aristides Lima en werd verkozen als partijvoorzitter van de PAICV. Hij was ook kandidaat voor het partijvoorzitterschap tijdens het congres van de PAICV in september 1997, waarbij José Maria Neves zijn tegenstander was. Hij won de verkiezingen met een meerderheid van 68%.
In 2000 trad hij af als partijvoorzitter van de PAICV als voorbereiding voor de presidentiële verkiezingen in het jaar daarop. Hij werd opgevolgd door Neves. Hij maakte op 5 september 2000 bekend dat hij zich kandidaat stelde voor het presidentschap.
Pires was de presidentskandidaat van de PAICV in de Kaapverdische presidentsverkiezingen van 2001. Hij versloeg voormalig premier Carlos Veiga van de Beweging voor de Democratie (MpD) in de tweede ronde met slechts 17 stemmen. Pires' ambtstermijn begon op 22 maart. De MpD boycotte zijn inauguratie. Ze vonden dat de verkiezingen geschaard waren door een "ontransparant proces". Pires stelde als president Neves aan als premier. Hij stelde zich ook kandidaat voor een tweede ambtstermijn in de presidentsverkiezingen van 2006, gehouden op 12 februari 2006. Hij won weer van Veiga, deze keer met een meerderheid van 51% tegen 49% van Veiga.
In mei 2009 zei Pires dat hij voorstander was van een behouden benadering om op de lange termijn een formatie van de Verenigde Staten van Afrika te vormen. Hij verkoos wel regionale integratie boven een continentale unie. Dit zei hij gedurende de Tokyo International Conference on African Development (TICAD-IV).